# Şebinkarahisar (district)
Şebinkarahisar is een Turks district in de provincie Giresun en telt 23.731 inwoners (2007). Het district heeft een oppervlakte van 1381,8 km². Hoofdplaats is Şebinkarahisar.
De bevolkingsontwikkeling van het district is weergegeven in onderstaande tabel.

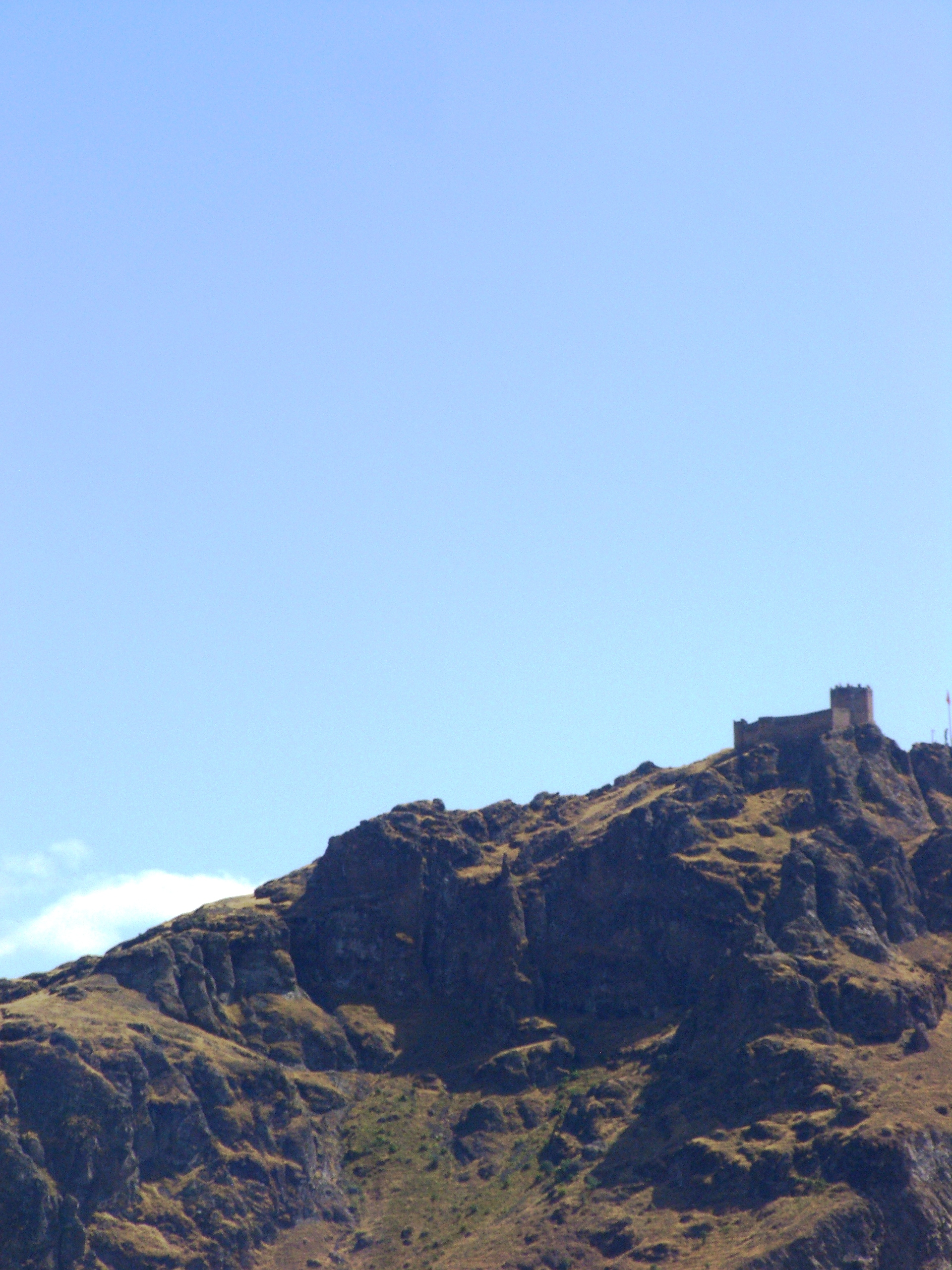
Het kasteel van Sebinkarahisar

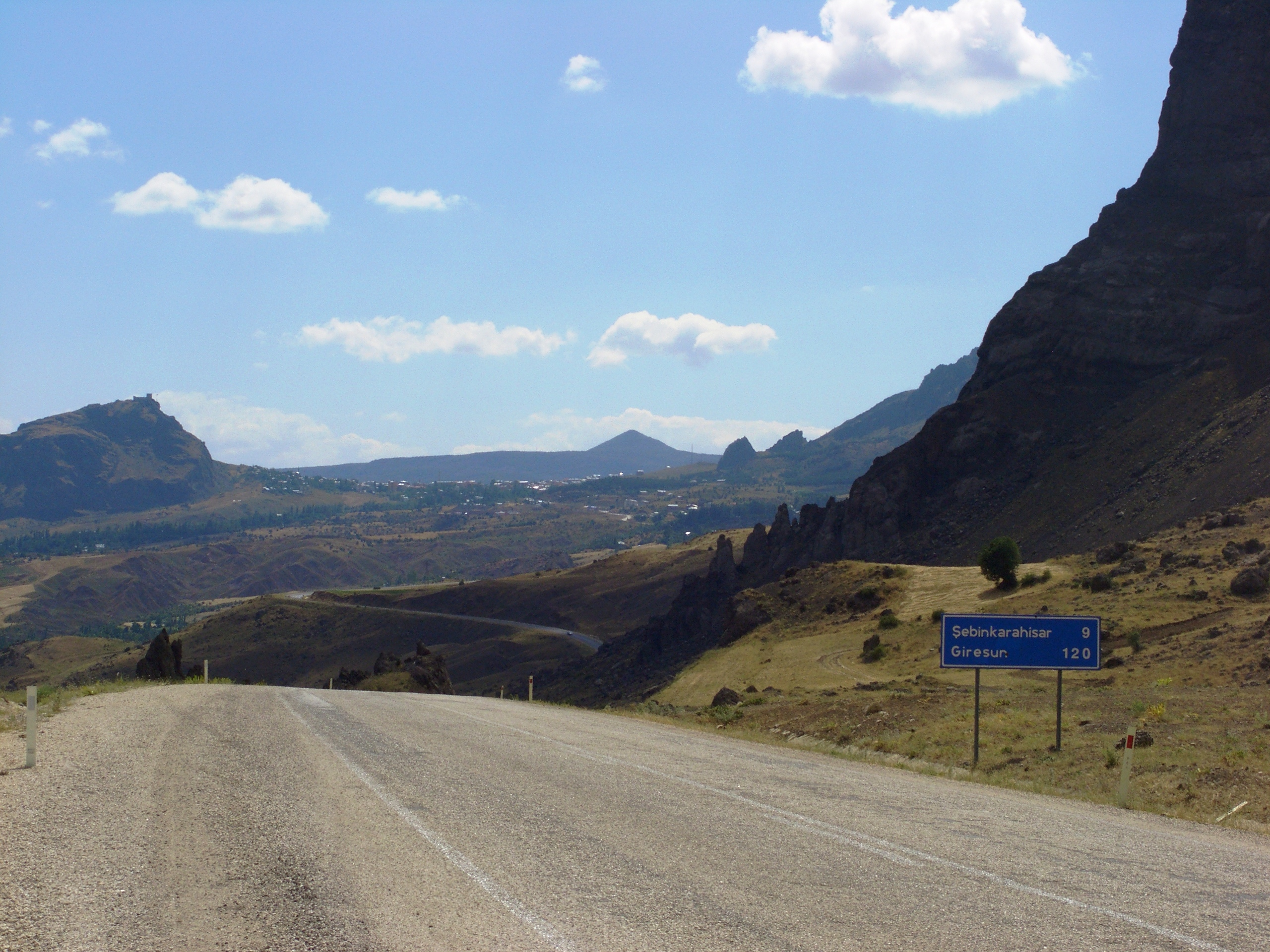
De weg naar Sebinkarahisar en Giresun

| 1997   | 2000   | 2007   |
| ------ | ------ | ------ |
| 43.904 | 50.926 | 23.731 |